# Markus Gschwind
Markus Gschwind (* 1968) ist ein deutscher Provinzialrömischer Archäologe und Koordinator für das Archäologische Welterbe beim Bayerischen Landesamt für Denkmalpflege.

## Werdegang
Markus Gschwind studierte an der Universität München und der Newcastle University in Newcastle upon Tyne, England, Provinzialrömische Archäologie, Alte Geschichte und Vor- und Frühgeschichte und schloss 1995 mit dem Magister ab. Gschwind wirkte bei den Grabungen am römischen Kastell Eining mit und promovierte hierüber in München bei Michael Mackensen im Jahr 1999.
Er war von 2001 bis 2007 Wissenschaftlicher Referent des Deutschen Archäologischen Instituts (DAI) in der Außenstelle Damaskus. Durch die erstmals im Februar 2004 ausgestrahlte Fernsehfolge Roms Limes im Osten, die zu der im ZDF laufenden Archäologieserie Schliemanns Erben gehört, wurde Markus Gschwind einem größeren Publikum bekannt. Zusammen mit Walter Trillmich (Berlin) begann Gschwind noch in Damaskus das Forschungsprojekt Zwischen severischer Expansion und sasanidischer Bedrohung. Das Kastell Qreiye/Ayyash und die römische Militärorganisation am mittleren Euphrat, das von 2004 bis 2006 durch die Gerda Henkel Stiftung unterstützt wurde. Im Frühjahr 2008 wurde er mit der Inventarisierung der Bestände des Römermuseums Multerer in Grabenstätt betraut. Ab 2008 begann er auch seine Habilitation am Institut für Klassische Archäologie der Universität München zum Thema: Von Zeugma nach Dura-Europos: Das mittlere Euphratgebiet in Zeiten römischer Expansion und sasanidischer Bedrohung. Von April 2008 bis Mai 2010 erhielt er dazu ein Forschungsstipendium der Gerda Henkel Stiftung. Die von Michael Mackensen betreute Arbeit war auch 2017 noch nicht abgeschlossen. In den Herbstmonaten 2007 bis 2010 konnte sich Gschwind als Wissenschaftlicher Mitarbeiter des DAI in Damaskus mit Feldforschungen am Legionslager Raphaneae in Westsyrien beschäftigt. Von Juli 2010 bis Mai 2011 war er für die wissenschaftliche Betreuung der Neugestaltung des Freigeländes am römischen Kastell Eining verantwortlich. Im Herbst 2011 und 2012 setzte er als DAI Projektleiter neben Haytham Hasan von der syrischen Antikendirektion die Forschungen am Legionslager Raphaneae (Forschungsberichte des DAI 2014) und dem Kastell Qreiye/Ayyash (Forschungsberichte des DAI 2015) für das DAI fort. Ab Januar 2013 war er als Wissenschaftlicher Mitarbeiter der Provinzialrömischen Archäologie an der Universität München für das Projekt Italische Terra Sigillata aus Iuvavum/Salzburg tätig.
Im April 2016 wurde Gschwind als Referent zum Koordinator für das Archäologische Welterbe beim Bayerischen Landesamt für Denkmalpflege in München berufen. Seit 1. Februar 2017 ist er in dieser Funktion von der neugeschaffenen Dienststelle Weißenburg aus tätig.
Im Jahr 2008 wurde er zum korrespondierendes Mitglied des DAI gewählt.

## Schriften (Auswahl)
- mit Claus-Michael Hüssen: Entwicklung und Gestaltung von Grenzen des römischen Reiches: Forschungen im Vorderen Orient und in den Nordwestprovinzen. In: Ortwin Dally, Friederike Fless, Rudolf Haensch, Felix Pirson, Susanne Sievers (Hrsg.): Politische Räume in vormodernen Gesellschaften. Gestaltung – Wahrnehmung – Funktion. Internationale Tagung des DAI und des DFG-Exzellenzclusters TOPOI vom 18.-22. November 2009 in Berlin. (= Menschen – Kulturen – Traditionen. Studien aus den Forschungsclustern des Deutschen Archäologischen Instituts 6), Leidorf, Rahden 2012, ISBN 3-86757-386-7, S. 161–178.
- mit Haytham Hasan, Andreas Grüner,  W. Hübner: Raphaneae. Report on the 2005 and 2006 Survey. In: Zeitschrift für Orient-Archäologie 2, 2009, S. 234–289.
- mit Haytham Hasan: Das römische Kastell Qreiye-ʿAyyāš, Provinz Deir ez-Zor, Syrien. Ergebnisse des syrisch-deutschen Kooperationsprojektes. In: Zeitschrift für Orient-Archäologie 1, 2008, S. 316–334.
- Abusina. Das römische Auxiliarkastell Eining an der Donau vom 1. bis 5. Jahrhundert n. Chr. (= Münchner Beiträge zur Vor- und Frühgeschichte 53), Beck, München 2004, ISBN 3-406-10755-9 (= Dissertation)
- Zum Stadtgebiet von Abila Lysaniae: Die Instandsetzung einer römischen Staatsstraße und ein frühkaiserzeitliches Gipfelheiligtum im südlichen Antilibanon. In: Damszener Mitteilungen 14, 2004 (2006) S. 41–63.
- Reflexbogenversteifungen und Schleudergeschosse aus Iciniacum/Theilenhofen, Gunzenhausen, Mediana/Gnotzheim und Ruffenhofen. Zur Bewaffnung raetischer Auxiliareinheiten in der mittleren Kaiserzeit. In: Beiträge zur Archäologie in Mittelfranken, Band 5, Faustus, Büchenbach 1999, S. 157 ff.
- Pferdegeschirrbeschläge der zweiten Hälfte des 3. Jahrhunderts aus Abusina/Eining. In: Saalburg-Jahrbuch 49, 1998, S. 112–138.
- Bronzegießer am raetischen Limes. Zur Versorgung mittelkaiserzeitlicher Auxiliareinheiten mit militärischen Ausrüstungsgegenständen. In: Germania 75, 1997, S. 607–638.